# 棠星琪
棠星琪（英語：Sheila Tang），台灣創作女歌手。

## 簡歷
棠星琪是台中市豐原人，南台科技大學資訊管理系畢業。2016年12月1日發布首張創作專輯《謎底》。2017年，由后豐社區大學楊宏祥校長親自採訪棠星琪創作音樂專輯，報導於台中豐原葫蘆墩季刊，出刊2萬份。
2017年於中國大陸深圳參加香港回歸二十週年慶群星文藝匯演藝人歌唱演出創作歌曲《浪漫愛情》。同年於中國大陸福建省平潭參加藍眼淚國際沙灘大型音樂節群星演唱會藝人演出。同年於中國大陸福建省福州客串電影《眾裡尋她伊銷魂》，電影尚未上市。同年5月發行《浪漫愛情》單曲創作專輯。2017 受邀台北新莊太子宮群星商演
2017 受邀彰化花壇咖啡音樂節群星明星商演
2017 受邀大陸廣東省深圳市香港回歸二十週年慶群星文藝匯演明星商演
2017 受邀大陸福建省平潭藍眼淚國際沙灘音樂節群星售票演唱會商演
2017 受邀台灣台中市 花博之夜 群星演唱會明星出席商演
2017 受邀台灣嘉義縣政府梅山亮起來群星演唱會明星商演
2017 受邀台灣彰化市中秋晚會群星演唱會明星商演
2018年7月27日發行《是你的絕情傷害了我》單曲創作專輯。同年於中國大陸山東省濟南參加電影《打工回來》新聞發布會，並參與電影演出，電影尚未上市。同年10月於中國大陸浙江省杭州市參與群星演唱會。同年11月於中國大陸北京市受邀參加CCTV中央電視台《中華情》節目受訪及演唱。同年11月於中國大陸浙江省金華市義烏市參與群星售票演唱會。同年於台灣也為客戶客制化寫歌製作歌曲。2018 大陸浙江省杭州市《官醞杯》 大型群星演唱會明星商演
2018 大陸浙江省金華市義烏《繁花匯杯》大型群星演唱會明星商演
2018 大陸山東省濟南市《打工回來》電影新聞發布會明星商演
2018 台灣台南新化年貨大街活動群星明星商演
2018 《是你的絕情傷害了我》新專輯發表
2018/5/25 棠星琪 台灣高雄演唱會
2018 受邀 台灣 高雄鳳山美食節 群星歌星商演
2018 受邀台灣車麗屋 台北總公司年會尾牙歌星商演
2018 受邀台灣雲林人文社交圈活動歌星商演
2018 受邀大陸深圳傳媒經紀公司邀請 天海郵輪跨年明星商演
2019 棠星琪創作之《厦門美演奏配樂版》授權给『宫廷遊戲公司』 之遊戲『宫廷計』手遊廣告配樂。
2019 發行 棠星琪 個人數位單曲《廈門美》專輯。
2019 台灣藝人創作歌手棠星琪即將與世界知名台灣二胡國寶–溫金龍 （页面存档备份，存于） 二胡大師合作新歌曲。
2019 央 視 C C T V 《 中 華 情 》 受 邀 為 節 目 演 唱 『站在高崗上』、『康定情歌』、『最炫民族風』等一系列著名民族歌曲
2019 央 視 C C T V 《 中 華 情 》大 型 音樂綜藝節目特邀嘉賓明星專訪
2020 台灣新北新莊太子宮群星商演
2020 台灣台中市徐亨＆棠星琪暨群星愛心公益演唱會
2020 台灣棠星琪個人演唱會全省巡演三場
2021 參與製作網路節目與台灣戲劇金鐘影帝徐亨共同主持 『星亨會』、『星亨秀』談話、歌唱、綜藝節目
2021 彰化天人宮群星演唱會出席商演公開演出
2021 即將推出『重新來過』新作 詞曲創作歌曲 

## 作品
- 2016年12月1日發行《謎底》The Answer 個人創作專輯
- 2017年5月發行《浪漫愛情》Romantic Love 單曲專輯
- 2018年7月27日發行《是你的絕情傷害了我》It's your unfeeling that hurts me 單曲專輯。

## 照片集
（页面存档备份，存于）
（页面存档备份，存于）
（页面存档备份，存于）
（页面存档备份，存于）